# Ianistigmus
Ianistigmus is een geslacht van vliesvleugeligen uit de familie Torymidae. De wetenschappelijke naam van dit geslacht is voor het eerst geldig gepubliceerd in 1988 door Boucek.

## Soorten
Het geslacht Ianistigmus is monotypisch en omvat slechts de volgende soort:
- Ianistigmus tatianae Boucek, 1988